# Don Bluth
Donald Virgil Bluth, meglio noto come Don Bluth (El Paso, 13 settembre 1937), è un regista, animatore, produttore cinematografico ed autore di videogiochi statunitense.

## Biografia

### L'infanzia
Bluth nasce a El Paso, Texas, figlio di Emaline Pratt e Virgil Ronceal Bluth. Il suo bisnonno era Helaman Pratt, leader della Chiesa di Gesù Cristo dei santi degli ultimi giorni. Ha origini inglesi, scozzesi e irlandesi. Da bambino andava a cavallo in città per guardare i film Disney per poi, come affermò lui più tardi, "tornare a casa e ricopiare tutti i fumetti Disney che potevo". All'età di sei anni si trasferisce con la famiglia a Payson, Utah, dove visse in una fattoria.
Nel 1954, a 17 anni, Bluth si sposta con la famiglia a Santa Monica, California, dove completa gli ultimi anni di superiori prima di tornare nello Utah e diplomarsi alla Springville High School. Bluth passa un anno alla Brigham Young University e dopo ottiene un lavoro presso la Walt Disney Company come animatore. Inizia nel 1955 come assistente di John Lounsbery per La bella addormentata nel bosco. Nel 1957 lascia la Disney per due anni e mezzo, durante i quali rimane in Argentina per una missione per la Chiesa di Gesù Cristo dei santi degli ultimi giorni. Ritornato negli Stati Uniti, Bluth apre assieme al fratello Fred la Bluth Brother Theater, lavorando occasionalmente alla Disney Company.
Bluth ritorna al college e ottiene la laurea in letteratura inglese alla Brigham Young University. In seguito torna nel mondo dell'animazione e si unisce alla Filmation nella lavorazione di The Archies e altri progetti. Nel 1971 torna a lavorare a pieno tempo per la Disney, dove lavora in Robin Hood, Le avventure di Winnie the Pooh, Le avventure di Bianca e Bernie e dirige l'animazione di Elliott, il drago invisibile. Dopo la realizzazione di L'asinello, Bluth crea e produce da sé il cortometraggio Banjo il gattino ribelle (1979), ambientato negli anni '40 a Payson, Utah, dove Banjo, un gattino domestico di un contadino, si trasferisce in Salt Lake City per scoprire il mondo urbano.

### Il grande successo di critica
Il giorno del suo quarantaduesimo compleanno nel 1979, Bluth, assieme a Gary Goldman, John Pomeroy e altri 16 animatori della Disney, decide di fondare una nuova casa di produzione, la Don Bluth Productions (più tardi diventata la Sullivan Bluth Studios). Disegna qualche scena non accreditata di Red e Toby, ma lascia presto la produzione, ritenendo che la Disney, dopo la morte di Walt Disney, avesse perso il desiderio di rischiare e sperimentare e non lasciasse spazio alla creatività. La sua casa di produzione pubblica il suo primo cortometraggio, Banjo il gattino ribelle, e realizza le scene animate del film live-action Xanadu (1980).
Dopo un anno e mezzo di lavorazione, nel 1982 esce Brisby e il segreto di NIMH, un adattamento del romanzo La signora Frisby e il segreto di NIMH, vincitore della Medaglia Newbery nel 1972. Bluth impiega più di 160 animatori per la realizzazione del film e ottiene il suo primo contratto nell'industria dell'animazione. Tuttavia Brisby non viene apprezzato dalla critica e ottiene un modesto incasso (14 milioni di dollari contro gli oltre 6 milioni di budget), tanto che all'inizio del 1983 lo studio si ritrova sull'orlo del fallimento. Il film ottiene l'acclamazione della critica solo successivamente, quando viene distribuito per home video e diventa un classico dell'animazione.
Il suo film successivo sarebbe stato una versione animata del racconto norvegese A est del sole e a ovest della luna, ma il progetto non fu mai ultimato per problemi finanziari.
Le sorti dello studio si risollevano quando nel 1983 Bluth, Goldman e Pomeroy fondano il Bluth Group e creano con Advanced Microcomputer Systems il videogioco di successo Dragon's Lair, basato su 22 minuti di film d'animazione su laserdisc. Seguono poi Space Ace (1984) e Dragon's Lair II: Time Warp (1991). Nel 1984 Bluth iniziò a lavorare ad un film basato su La bella e la bestia prodotto dalla Columbia Pictures; ma il progetto venne a lungo posticipato e fu definitivamente accantonato nel 1989, quando Disney mise in produzione la propria versione della fiaba. A partire dal 1985, quando al gruppo si unisce il businessman Morris Sullivan (dal quale si cambia il nome della casa di produzione, ora chiamata Sullivan Bluth Studios), Bluth lavora ai suoi film quasi esclusivamente a Dublino, in Irlanda.

### La collaborazione con Spielberg

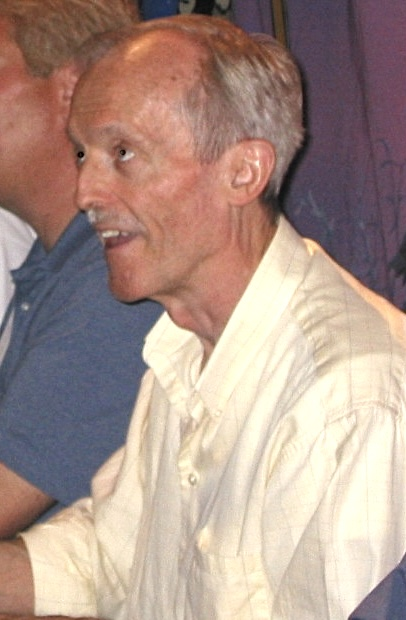
Don Bluth nel 2006

Affascinato dal suo primo film, Steven Spielberg decide di finanziare in veste di produttore il secondo film di Bluth, Fievel sbarca in America (1986), che al tempo si rivela il più alto incasso per un film d'animazione non-Disney: 45 milioni di dollari incassati in patria e 84 milioni nel resto del mondo. La seconda collaborazione Spielberg-Bluth fu Alla ricerca della valle incantata (1988), che si rivela un successo maggiore sia al botteghino che dalla critica ed è diventato con gli anni un classico dell'infanzia, grazie soprattutto ai 13 sequel distribuiti sul mercato home video, ma nessuno di questi diretto da Bluth. Peraltro, il protagonista di Fievel sbarca in America (Fievel Mouskewitz) diventa la mascotte della Amblimation.
In seguito Bluth rompe la collaborazione con Spielberg prima della realizzazione del suo quarto film, Charlie - Anche i cani vanno in paradiso (1989) che pur non ripetendo il successo al botteghino dei precedenti, è diventato uno dei film più venduti di sempre sul mercato home video (3 milioni di copie nel primo mese di vendita) e sono seguiti due sequel e una serie televisiva, nessuna delle quali però diretta da Bluth.
Nel 1991 esce nelle sale Eddy e la banda del sole luminoso, primo film di Don Bluth bocciato dalla critica (stroncato per la sceneggiatura e la direzione di Bluth poco curate), e dal pubblico (in parte a causa della poca pubblicizzazione e in parte perché al tempo il pubblico si era interessato di nuovo ai film Disney). Costato 18 milioni di dollari ne incassa solo 11 e su Rotten Tomatoes ottiene un indice di gradimento del 25% dalla critica e 56% dal pubblico. Inizia così un periodo duro per la Sullivan Bluth Studios, i film successivi Pollicina (1994), Le avventure di Stanley (1994) e Hubie all'inseguimento della pietra verde (1995) si rivelano infatti fallimenti di critica e d'incassi.

### L'esperienza alla Fox Animation Studios e gli ultimi anni
Bluth realizza nel 1997 Anastasia, prodotto dalla Fox Animation Studios, che incassa 186 milioni di dollari in tutto il mondo, ottiene ottimi giudizi dalla critica e viene nominato in varie categorie agli Annie Awards dell'anno regalando a Bluth, oltre a una nomination per il miglior regista di un film d'animazione, una nuova giovinezza artistica. Nonostante il successo ottenuto con Anastasia, il film successivo, Titan A.E. (2000), si rivela un grosso fallimento al botteghino (costato 75 milioni di dollari ne incassa globalmente 37) e ottiene critiche contrastanti; e questo è, fatta eccezione per I Simpson - Il film (2007), l'ultimo film d'animazione tradizionale ad essere stato distribuito dalla Fox Animation Studios.
Nel 2002, Bluth e la compagnia di videogiochi Ubisoft realizzano il videogioco Dragon's Lair 3D: Special Edition, che si ispira all'originale del 1983. Il prodotto ottiene critiche miste, con gruppi di persone che apprezzano e stroncano assieme i controlli e la storia.

## Filmografia

### Regista

#### Lungometraggi
- Brisby e il segreto di NIMH (The Secret of NIMH) (1982)
- Fievel sbarca in America (An American Tail) (1986)
- Alla ricerca della Valle Incantata (The Land Before Time) (1988)
- Charlie - Anche i cani vanno in paradiso (All Dogs Go to Heaven), coregìa di Gary Goldman e Dan Kuenster (1989)
- Eddy e la banda del sole luminoso (Rock-A-Doodle), coregìa di Gary Goldman e Dan Kuenster (1990)
- Thumbelina - Pollicina (Thumbelina), coregìa di Gary Goldman (1994)
- Le avventure di Stanley (A Troll in Central Park), coregìa di Gary Goldman (1994)
- Hubie all'inseguimento della pietra verde (The Pebble and the Penguin), coregìa di Gary Goldman (1995)
- Anastasia, coregìa di Gary Goldman (1997)
- Bartok il magnifico (Bartok the Magnificent), coregìa di Gary Goldman (1999) (Direct-to-video)
- Titan A.E., coregìa di Gary Goldman e Art Vitello (2000)

#### Cortometraggi
- L'asinello (The Small One) - cortometraggio (1978)
- Banjo il gattino ribelle (Banjo the Woodpile Cat) - cortometraggio (1979)

### Animatore
- Robin Hood, regia di Wolfgang Reitherman (1973)
- Tigro e Winny-Puh a tu per tu (Winnie the Pooh and Tigger Too), regia di John Lounsbery (1974)
- Incredibile viaggio verso l'ignoto (Escape to Witch Mountain), regia di John Hough (1975)
- Le avventure di Winnie the Pooh (The Many Adventures of Winnie the Pooh), regia di Wolfgang Reitherman e John Lounsbery (1977)
- Le avventure di Bianca e Bernie (The Rescuers), regia di Wolfgang Reitherman, John Lounsbery e Art Stevens (1977)
- Elliott, il drago invisibile (Pete's Dragon), regia di Don Chaffey (1977)
- L'asinello (The Small One) - cortometraggio (1978)
- Banjo il gattino ribelle (Banjo the Woodpile Cat) - cortometraggio (1979)
- Xanadu, regia di Robert Greenwald (1980)
- Red e Toby nemiciamici (The Fox and the Hound), regia di Art Stevens, Ted Berman e Richard Rich (1981)

## Videogiochi
- Dragon's Lair (1983), progettista di gioco, coproduttore e regista delle animazioni
- Space Ace (1983), progettista di gioco, coproduttore, regista delle animazioni e doppiatore
- Dragon's Lair II: Time Warp (1991), progettista di gioco, coproduttore e regista delle animazioni
- Dragon's Lair 3D: Return to the Lair (2002), regista dei filmati d'introduzione e di chiusura
- I-Ninja (2003), regista dei filmati
- Tapper World Tour (2011), animatore